# Синицівка
Сини́цівка (в минулому — Молдаванка) — село в Благовіщенській громаді Голованівського району Кіровоградської області України. Населення становить 494 осіб.
До 01.02.1945 рр. Молдаванка. На 1967 рік села Кам'яногірське, С[в]инарне (перші два села об'єднані 01.02.1945) та Таужнянське (Таужнянка) включені в смугу с. Синицівка. Колищній центр Синицівської сільської ради.

## Пам'ятки
Біля села знаходиться ландшафтний заказник місцевого значення Кам'яногірський заказник.

## Населення
Згідно з переписом УРСР 1989 року чисельність наявного населення села становила 504 особи, з яких 210 чоловіків та 294 жінки.
За переписом населення України 2001 року в селі мешкали 494 особи.

### Мова
Розподіл населення за рідною мовою за даними перепису 2001 року:
| Мова       | Відсоток |
| ---------- | -------- |
| українська | 90,28 %  |
| молдовська | 6,88 %   |
| російська  | 2,63 %   |
| інші       | 0,21 %   |